# Marcelin Beaussier
François-Louis-Marcelin Beaussier (Parigi, 23 aprile 1821 – Algeri, 3 febbraio 1873) è stato un militare e orientalista francese.

## Vita
Nato a Parigi da una famiglia originaria di Marsiglia, che nel XVIII secolo aveva fornito diversi consoli e dirigenti di empori commerciali in Nordafrica, compì studi di francese e arabo a Parigi e a Tunisi.

### Militare
Nel 1844 abbracciò la carriera di interprete militare in Algeria, dove si distinse per la sua preparazione raggiungendo in breve tempo i più alti gradi:
- Interprete ausiliario: 31 marzo 1844;
- Interprete titolare di 3ª classe: 13 marzo 1845;
- Interprete titolare di 2ª classe: 30 dicembre 1846;
- Interprete titolare di 1ª classe: 6 febbraio 1850;
- Interprete principale: 10 dicembre 1854.

Unì la passione per gli studi alla serietà dell'impegno militare. Partecipò a spedizioni nel Tell, in Cabilia e nel Sahara, ricevendo tre menzioni per il suo coraggio dai generali de Saint-Arnaud e Blangini. Si distinse poi particolarmente nel 1859 durante una campagna ai confini del Marocco in cui le truppe vennero colpite dal colera. La sua abnegazione in tali frangenti gli valse un'ulteriore menzione.

### Studioso
Logorato precocemente nel fisico per via del grande dispendio di energie profuse nell'attività militare, negli ultimi anni della vita, pur rimanendo in servizio attivo come interprete, Beaussier si concentrò sulla sua attività scientifica, in particolare partecipando attivamente alla vita della Société historique algérienne di cui era membro.
Ma l'opera cui ha legato il suo nome è il primo grande dizionario di lingua araba parlata, che venne pubblicato due anni prima della morte e che ha avuto diverse ristampe, l'ultima delle quali nel 2007. Si tratta ancora oggi di un'opera di riferimento indispensabile per la conoscenza del lessico arabo moderno, in particolare nelle regioni del Nordafrica.

## Onorificenze
Marcelin Beaussier venne insignito delle onorificenze di Cavaliere e poi di Ufficiale della Legion d'onore, nonché dell'ordine di Nichan Iftikar in Tunisia.

### Dati biografici
- Laurent-Charles Féraud, Les interprètes de l'armée d'Afrique (archives du corps), Alger, Jourdan, 1876

### Opere di Beaussier
- Marcelin Beaussier, Dictionnaire pratique arabe-français, Alger, Bouyer, 1871 (XII-764-XVI p.)
- Marcelin Beaussier, Mohamed Ben Cheneb, Dictionnaire pratique arabe-français, Paris, Ibis Press, 2007 - ISBN 978-2-910728-55-7 [Fac-simile dell'ed. Alger, La maison des livres, 1958, insieme a: Albert Lentin, Supplément au Dictionnaire pratique arabe français de Marcelin Beaussier, Alger, La maison des livres, 1959. Con prefazione di Jérôme Lentin]

| Controllo di autorità | VIAF (EN) 36908234 · ISNI (EN) 0000 0000 6641 387X · LCCN (EN) no93026421 · GND (DE) 1219318353 · BNF (FR) cb10493539v (data) · J9U (EN, HE) 987007258205605171 |